# Alberche
Der ca. 177 km lange Río Alberche ist ein nördlicher Nebenfluss des Tajo in Zentralspanien. Er durchfließt den Süden und Südosten der Provinz Ávila, den Westen der Autonomen Gemeinschaft Madrid und den Nordwesten der Provinz Toledo.

## Verlauf
Der Río Alberche entspringt auf ca. 1800 m Höhe ca. 6 km südwestlich der Ortschaft San Martín de la Vega del Alberche in der Provinz Ávila in der Sierra de Gredos, dem zentralen Abschnitt des Kastilischen Scheidegebirges.
Zunächst fließt er, einem Längstal des Gebirges folgend, annähernd nach Osten. Bei Aldea del Fresno, in der Autonomen Gemeinschaft Madrid verlässt er das Gebirge, wendet sich nach Südwesten und verläuft nunmehr parallel zum Fuß eines östlichen Ausläufers der Sierra de Gredos (Sierra de la Higuer, Sierra de San Vicente). An seinem Unterlauf schlängelt er sich durch eine von ausgedehnten Wiesen geprägte Landschaft, die populär auch Playa de Madrid genannt wird. Etwa 10 km östlich von Talavera de la Reina, in der Provinz Toledo, mündet der Río Alberche schließlich in den Tajo.

## Orte am Fluss
Provinz ÁvilaSan Martín de la Vega del Alberche, San Martín del Pimpollar, Burgohondo, Navaluenga, El Tiemblo
Autonome Gemeinschaft MadridAldea del Fresno
Provinz ToledoCalalberche, Escalona

## Stauseen
Flussabwärts gesehen wird der Alberche durch die folgenden Stauanlagen (presas) zu den gleichnamigen Stauseen (embalses) aufgestaut:
| Stauanlage (Kraftwerk) | Betreiber | Max. Leistung (MW) | Stausee (Embalse) | Oberfläche (km²) | Volumen (Mio. m³) |
| ---------------------- | --------- | ------------------ | ----------------- | ---------------- | ----------------- |
| El Burguillo           | Naturgy   | 48                 | El Burguillo      | 9,1              | 201               |
| Charco del Cura        | Naturgy   | 17                 | Charco del Cura   | 0,34             | 4                 |
| San Juan               | Naturgy   | 33                 | San Juan          | 6,5              | 138               |
| Picadas                | Naturgy   | 20                 | Picadas           | 0,92             | 15                |
| Cazalegas              |           |                    | Cazalegas         | 1,5              | 7                 |

## Nutzung
Ober- und Mittellauf des Río Alberche sind fischreich und somit ein gutes Anglergebiet. Die Stauseen dienen überwiegend zur Trinkwasserversorgung; an manchen Stellen wird dem Fluss Wasser zur Feldbewässerung entnommen.